# Église Saint-Laurent de Séville
Pour les articles homonymes, voir Église Saint-Laurent.
L'Église Saint-Laurent à Séville (en espagnol : Iglesia de San Lorenzo) est une église catholique située dans le quartier du même nom, dans le centre historique de la ville de Séville.
Elle est de style gothico-mudéjar. Elle a été fondée au XIIIe siècle, bien que ses restes ses plus anciens ne datent que du XIVe siècle ; elle a été restructurée aux XVIIIe et XIXe siècles, ce qui a changé son aspect primitif. 

## Histoire
Dans sa conception initiale, elle comptait les trois nefs habituelles des églises de l'époque. Cependant, les réformes et agrandissements l'ont doté de deux nouvelles nefs latérales, ainsi que de diverses chapelles, donnant à l'ensemble un plan irrégulier.